# Lasiosina fulgens
Lasiosina fulgens är en tvåvingeart som beskrevs av Nartshuk 1973. Lasiosina fulgens ingår i släktet Lasiosina och familjen fritflugor. Inga underarter finns listade i Catalogue of Life.